# Ymir (lune)
Pour les articles homonymes, voir Ymir (homonymie).
Ymir (S XIX Ymir) est l'une des lunes de Saturne. Elle fut découverte en 2000 par l'équipe de Brett J. Gladman (désignation temporaire S/2000 S 1). La première observation a été faite avec le télescope ESO/MPI (European Southern Observatory/Max Planck Institute) de 2,2 m de l'Observatoire européen austral à La Silla, au Chili.
Elle tire son nom de Ymir, l'ancêtre des géants de glace de la mythologie nordique. Ceci représente une rupture avec la tradition, instaurée en 1847 par Sir John Herschel, de nommer les lunes de Saturne en l'honneur des Titans, frères et sœurs de Cronos. Le parallèle évident entre les Titans grecs et les géants nordiques assure cependant une continuité thématique.